# 歧茧兰属
歧茧兰属（学名：Amoana）是属于兰科的一个属，是种开花植物。它原产于墨西哥西南部。

## 下属物种
该属共有2个种：
- Amoana kienastii (Rchb.f.) Leopardi & Carnevali
- Amoana latipetala Leopardi & Hágsater